# Nitarsona
La nitarsona o ácido (4-nitrofenil)arsónico es un compuesto de organoarsénico que se utiliza en la producción avícola como aditivo alimentario para aumentar el aumento de peso, mejorar la eficiencia alimentaria y prevenir la histomoniasis. Zoetis lo comercializa como Histostat.

## Aplicaciones
- Industria avícola:  crecimiento y mejora alimentaria de aves de corral.
- Medicina Veterinaria:  infecciones parasitarias en el ganado.
- Investigación ambiental: evalúan el impacto de los compuestos de arsénico en los ecosistemas.
- Química analítica: detectar y cuantificar los niveles de arsénico en muestras ambientales.
- Investigación farmacéutica: tratamiento de ciertas enfermedades, particularmente aquellas relacionadas con el crecimiento celular.[4]

## Restricciones
La nitarsona fue uno de los cuatro fármacos de arsénico para alimentos animales, junto con la roxarsona, el ácido arsanílico y la carbarsona, aprobados por la FDA para su uso en la alimentación de aves de corral. Sin embargo, tras la suspensión de las ventas de roxarsona en los Estados Unidos en 2011, se pensaba que la nitarsona era el único medicamento animal con arsénico realmente comercializado en los EE. UU. En septiembre de 2013, la FDA anunció que Zoetis y Fleming Laboratories acordaron retirarse voluntariamente del uso de roxarsona, ácido arsanílico y carbarsona, lo que dejó a la nitarsona como el único arsénico aprobado en los EE. UU. para uso en animales destinados al consumo humano. En 2015, la FDA también retiró la aprobación de la nitarsona en alimentos para animales, con efecto a finales de 2015.